# Never Trust a Hippy
Never Trust a Hippy is een ep van de Amerikaanse punkband NOFX, uitgebracht door Fat Wreck Chords op 14 maart 2006.
De eerste twee nummers kwamen later op het studioalbum Wolves in Wolves' Clothing.

## Nummers
1. "Seeing Double at the Triple Rock" - 2:09[4]
2. "The Marxist Brothers" - 2:47
3. "Golden Boys" (cover van The Dickies) - 2:47
4. "You're Wrong" - 2:06
5. "Everything in Moderation (Especially Moderation)" - 1:23
6. "I'm Going to Hell for This One" - 1:53